# Amblycoryphini
Amblycoryphini – plemię owadów prostoskrzydłych z rodziny pasikonikowatych i podrodziny długoskrzydlakowych. Rodzajem typowym jest Amblycorypha.

## Zasięg występowania
Przedstawiciele tego plemienia występują w Afryce, na wyspach Oceanu Indyjskiego, na Półwyspie Arabskim oraz w obu Amerykach.

## Systematyka
Do Amblycoryphini zaliczane są 103 gatunki zgrupowane w 13 rodzajach:
- - Agaurella
  - Amblycorypha
  - Eurycoplangiodes
  - Eurycorypha
  - Orophus
  - Oxygonatium
  - Paraeurycorypha
  - Plangiodes
- Podplemię: Plangiina Cadena-Castañeda, 2015
  - Madagascarantia
  - Monteiroa
  - Paraplangia
  - Plangia
  - Pseudoplangia